# Matylda I z Boulogne
Matylda I lub Maud (ur. w 1105? w Bulonii, zm. 3 maja 1152) – hrabina Bulonii, żona Stefana z Blois, króla Anglii.

## Życiorys
Urodziła się w Bulonii we Francji jako córka Eustachego III, hrabiego Bulonii i jego żony Marii, córki króla Szkocji Malcolma III i Małgorzaty Szkockiej. Poprzez swą babkę Matylda była kuzynką zarówno swego męża Stefana, jak i jego przeciwniczki cesarzowej Matyldy.
W 1125 Matylda wyszła za Stefana, hrabiego Blois i Mortain, który posiadał wiele tytułów w Anglii. Gdy ojciec Matyldy abdykował i przeniósł się do klasztoru, Matylda i jej mąż zostali władcami połączonych hrabstw Blois i Bulonii, co w połączeniu z ziemiami Stefana w Anglii dawało ogromne latyfundium. Pierwszych dwoje dzieci urodziło się w czasie, gdy para hrabiowska gościła na dworze Henryka I w Anglii. Syn nazwany został Baldwinem na cześć stryja Matyldy, króla Baldwina I z Jerozolimy, zaś córkę nazwano po matce. Baldwin zmarł we wczesnym dzieciństwie, podobnie Matylda jest uważana za zmarłą przedwcześnie, choć niektórzy historycy sądzą, że żyła wystarczająco długo, by wyjść za hrabiego Mediolanu.
Gdy w 1135 zmarł król Anglii Henryk I, Stefan popłynął do Londynu korzystając z floty Bulonii i koronował się tam na króla, wbrew woli swej rywalki cesarzowej Matyldy. Matylda (żona Stefana) była wówczas w zaawansowanej ciąży i po przekroczeniu kanału La Manche urodziła syna Eustachego, który mając jeden dzień został hrabią Bulonii. Matylda została koronowana na królową na Wielkanoc 22 marca 1136.
W wojnie domowej, która się potem rozpętała, Matylda stanęła po stronie męża i była jego najgorętszą sojuszniczką. Gdy po roku został pojmany w bitwie pod Lincoln, prowadziła partyzantkę przeciwko cesarzowej z pomocą Wilhelma z Ypres. Gdy cesarzowa Matylda oblegała Stefana, Henryka z Blois, ona z kolei podjęła oblężenie wojsk cesarzowej w Winchesterze, podczas którego wzięła do niewoli Roberta, hrabiego Gloucester, przyrodniego brata i stronnika cesarzowej.
Około 1125 ojciec Matyldy zmarł, a ona została hrabiną Bulonii. Rządziła wraz z mężem do 1150, a potem samodzielnie do 1151, kiedy to hrabstwo przejął jej najstarszy żyjący syn Eustachy, następnie drugi syn Wilhelm, a później jej córka Maria.
Matylda zmarła na gorączkę na Hedingham Castle w Esseksie i jest pochowana w Faversham Abbey, opactwie założonym przez nią i jej męża.

## Potomstwo
Stefan i Matylda mieli trzech synów:
- Baldwina (zm. przed 1135),
- Eustachego IV Bulońskiego, hrabiego Bulonii,
- Wilhelma z Blois, hrabiego Mortain, Bulonii i Surrey.

Mieli także dwie córki:
- Matyldę Bulońską,
- Marię Bulońską.